# Samuel Kuffour
Samuel Osei Kuffour (født 3. september 1976 i Kumasi, Ghana) er tidligere fodboldspiller, der i sin aktive fodboldkarriere spillede i flere klubber. Han gik på pension i 2008, efter en overgang at have spillet for Asante Kotoko. For Ghanas fodboldlandshold spillede han han over en 13-årig periode 59 kampe og scorede 3 mål, som midterforsvar.
Han deltog i VM i fodbold 2006.